# Jouy-en-Pithiverais

Jouy-en-Pithiverais este o comună în departamentul Loiret din centrul Franței. În 1 ianuarie 2022 avea o populație de 266 de locuitori.